# Чёрная ящерица (фильм, 1962)
«Чёрная ящерица» (яп. 黒蜥蝪, куротокагэ; англ. The Black Lizard) — японский фильм в жанре пародийного детектива, снятый в 1962 году режиссёром Умэцугу Иноуэ. По мотивам одноимённого романа, написанного в 1934 году, автором популярных детективов Эдогавой Рампо с неизменным сыщиком Когоро Акэти в качестве главного персонажа. В начале 1960-х годов знаменитый Юкио Мисима сделал по этому роману адаптацию для театральных подмостков. После шумного успеха его постановки в декабре 1961 года студия «Дайэй» без раздумий приобрела права на экранизацию. Сценарий поручили написать не менее знаменитому Канэто Синдо, который в свою очередь ориентировался не столько на сам роман, сколько на новую театральную постановку по адаптации Мисимы.

## Сюжет
Сёбэй Ивасэ начинал как бедный работник карьера, но нашёл на работе драгоценные камни и стал богатым, но высокомерным ювелиром. Его гордое имущество — его одинокая дочка Санаэ и его бесценный бриллиант «Египетская звезда». Его жена остаётся на заднем плане. Ивасэ нанимает дорогого высокомерного частного детектива Акэти, чтобы защитить свою дочь от угроз похищения. Во время посещения Осаки, чтобы его дочь могла встретиться с потенциальным женихом, Санаэ похищают из номера в отеле. Похитители, госпожа Мидорикава по кличке Чёрная ящерица и её миньон, молодой трубач Амамия увозят её из отеля, упакованную в большой чемодан, сначала в багажнике автомобиля, затем поездом до Киото. Но умный детектив заставляет своих подчинённых следовать за похитителями, когда они замечают, как те тайком покидают отель, и настигают их в Киото. Ивасэ благодарен за возвращение дочери, но Чёрная ящерица и Амамия всё ещё на свободе. Теперь дочь Ивасэ находится под строгой охраной мастеров по боевым искусствам в своём токийском доме. Однако, горничная Юмэко работает на чёрную ящерицу и позволяет Амамии войти. Он засовывает кляп в рот Санаэ и кладёт её внутрь дивана. Амамия пачкает обивку на диване, чтобы прислуга отправила диван обивщику мебели для необходимого ремонта. Таким образом, дочка Ивасэ вновь в плену. Чёрная ящерица отправляет записку безутешному отцу с требованием выкупа. Она запрашивает ни много, ни мало, а «Египетскую звезду» в обмен на его дочь, и Акэти одобряет обмен без участия полиции. Но Чёрная ящерица не собирается возвращать Санаэ и отправляется на лодке в своё укрытие, заброшенную военно-морскую базу на полуострове Иса. Тем не менее, у Акэти есть умный ответ на любой трюк, предпринятый Чёрной ящерицей. Хотя они и противники, но похоже влюбились друг в друга. Однако, они понимают, что их любовь невозможна, поскольку они находятся на противоположных сторонах, когда дело касается закона.

## В ролях
- Матико Кё — госпожа Мидорикава / Чёрная ящерица
- Минору Ооки — Когоро Акэти, частный детектив
- Дзюнко Кано — Санаэ Ивасэ и её двойник
- Хироси Кавагути — Дзюн Амамия
- Масао Мисима — Сёбэй Ивасэ
- Сатико Мэгуро — госпожа Ивасэ
- Ёко Хидзакура — госпожа Хина
- Сидзуо Тюдзё — Мацуёси
- Тихару Кури — Юмэко, горничная

## Премьеры
- — национальная премьера фильма состоялась 14 марта 1962 года в Токио[1].